# Carlo Giovanni Testori
Carlo Giovanni Testori (Vercelli, 24 de març de 1714 – 20 de maig de 1782) fou un compositor, violinista i musicògraf italià. Primerament fou professor de violí i després aconseguí la plaça de mestre de capella de l'església de Sant Eusebi. Deixà algunes composicions religioses de poc apreciades i va escriure les obres didàctiques següents:
- La musica ragionata espressa famigliarmente in dodice passegiate á dialogo; opera per cui si giungera piu presto e soddisfazione dagli studiosi giovani all'acquisto del vero contrappunto (1767);
- Primi rudimenti della musica e suplemento alla musica ragionata in sette passegiate, libro secondo (1771);
- Supplemento alla musica ragionat, passegiate vei, libro terzo (1773);
- L'arte di scrivere a atto reali, e supplemento alla musica ragionata, libro quarto (1782).